# Dombeya ciliata
Dombeya ciliata là một loài thực vật có hoa trong họ Cẩm quỳ. Loài này được Cordem. mô tả khoa học đầu tiên năm 1895.